# Acanthophyllum caespitosum
Acanthophyllum caespitosum är en nejlikväxtart som beskrevs av Pierre Edmond Boissier. Acanthophyllum caespitosum ingår i släktet Acanthophyllum och familjen nejlikväxter. Inga underarter finns listade i Catalogue of Life.